# Ligue européenne de basket-ball féminin
Ne doit pas être confondu avec ENBL.
La European Women's Basketball League (EWBL) (en français: Ligue européenne de basket-ball féminin) anciennement connue sous le nom d'Eastern European Women's Basketball League (EEWBL) (en français: Ligue de basket-ball féminin d'Europe de l'Est) est une ligue privée professionnelle régionale de basket-ball de haut niveau, regroupant des clubs féminins des membres de l'EWBL (Biélorussie, République tchèque, Estonie, Hongrie, Kazakhstan, Lettonie, Liban, Lituanie, Pays- Bas, Pologne, Russie, Slovaquie, Suède, Ukraine, Turquie).

## Histoire
La Ligue a été fondée en 2015 sous le nom de Eastern European Women's Basketball League (EEWBL), en tant que tournoi régional féminin pour les pays d'Europe de l'Est. Alors que la compétition s'est étendue aux pays hors d'Europe de l'Est, elle a été rebaptisée European Women's Basketball League (EWBL) avant la saison 2018-2019.
Notre équipe compte de nombreux clubs européens bien connus comme:
- TTT Rīga – quart de finaliste de l'EuroLeague Women en 2019 et 2022 ;
- Žabiny Brno – successeur du champion de l'EuroLeague Women (2006) Gambrinus Brno ;
- Basket Gdynia – vice-champion de l'EuroLeague Women en 2002 et 2004 ;
- Good Angels Košice – participant au Final Four de l'EuroLeague Women en 2013 ;
- Dynamo Moscou – trois fois championne de l'EuroCup féminine en 2007, 2013 et 2014.

Les équipes jouent dans des championnats très compétitifs – par exemple, la ligue polonaise est représentée dans les compétitions FIBA avec cinq équipes (Polkowice, Gdynia, Bydgoszcz, Lublin, Gorzow) et la ligue tchèque avec trois équipes (USK Praha, Žabiny Brno, KP Brno).
Double champion EWBL en 2017 et 2018, l'entraîneur Peter Jankovič a atteint le Final Four de l'Euroligue féminine 2013 en tant qu'entraîneur adjoint des Good Angels.
Champion EWBL 2019, l'entraîneur Mārtiņš Zībarts s'est qualifié pour l'Euroligue féminine 2019 avec TTT Rīga et pour l'Euroligue féminine 2023 avec Olympiacos SFP. Il a remporté l'Euroligue féminine 2017 avec Dynamo Kursk, tout en étant entraîneur adjoint de Lucas Mondelo.
Champion EWBL 2021, l'entraîneur Natalya Trafimava a atteint les demi-finales de l'EuroBasket Women 2021 avec l'équipe nationale biélorusse.
Champion EWBL 2022, l'entraîneur Viktor Pruša s'est qualifié pour la Coupe du monde féminine FIBA U19 2023 avec l'équipe tchèque U18.

### Expansion
Depuis la saison inaugurale (saison 2015-2016), la ligue a connu les changements suivants concernant le nombre d'équipes et les pays participants.
- 2015-2016 - 8 équipes de 6 pays (Biélorussie, Estonie, Kazakhstan, Lettonie, Lituanie et Pologne).
- 2016–17 - 12 équipes de 9 pays (Biélorussie, Kazakhstan, Lettonie, Lituanie, Pologne, Russie, Slovaquie, Ukraine et Turquie).
- 2017–18 - 16 équipes de 10 pays (Biélorussie, Kazakhstan, Lettonie, Liban, Lituanie, Pays-Bas, Russie, Slovaquie, Suède et Turquie).
- 2018–19 - 16 équipes de 10 pays (Biélorussie, République tchèque, Hongrie, Kazakhstan, Lettonie, Lituanie, Pays-Bas, Russie, Slovaquie et Suède).

## Saison 2023-2024
Trois équipes de la saison 2023-2024 – le champion EWBL 2022 et vice-champion tchèque Žabiny Brno, le finaliste EWBL et champion slovaque Pieštanske Čajky, le médaillé de bronze EWBL et champion lituanien Kibirkštis Vilnius – se sont qualifiées pour l'EuroCup féminine 2023.

## Format
La ligue comprend une saison régulière suivie d'une finale à quatre. La saison régulière est divisée en trois étapes, chaque étape se joue dans un endroit différent et chaque équipe joue contre plus d'un adversaire par étape. Cela réduit les frais de déplacement et d'hébergement des clubs (par rapport au format traditionnel de ligue aller-retour). Les meilleures équipes de la saison régulière se qualifient pour la phase finale à quatre.

## Palmarès
| Année   | Finale                                                  | Finale                                                  | Finale                                                  | Petite finale                                           | Petite finale                                           | Petite finale                                           |                                                         |
| Année   | Vainqueur                                               | Score                                                   | Deuxième                                                | Troisième                                               | Score                                                   | Quatrième                                               |                                                         |
| ------- | ------------------------------------------------------- | ------------------------------------------------------- | ------------------------------------------------------- | ------------------------------------------------------- | ------------------------------------------------------- | ------------------------------------------------------- | ------------------------------------------------------- |
| 2015–16 | TTT Riga                                                | 81–67                                                   | Lotos Gdynia                                            | Astana Tigers                                           | 58–54                                                   | Tsmoki-Minsk                                            |                                                         |
| 2016–17 | Good Angels Košice                                      | 67–44                                                   | TTT Riga                                                | Dynamo Moscow                                           | 88–69                                                   | Lotos Gdynia                                            |                                                         |
| 2017–18 | Good Angels Košice                                      | 74–71                                                   | TTT Riga                                                | Dynamo Moscow                                           | 76–62                                                   | Udominate Basket                                        |                                                         |
| 2018–19 | TTT Riga                                                | 73–63                                                   | Tsmoki-Minsk                                            | WBC Rostov Don                                          | 74–65                                                   | Zabiny Brno                                             |                                                         |
| 2019–20 | Play-offs annulés en raison de la pandémie de Covid-19. | Play-offs annulés en raison de la pandémie de Covid-19. | Play-offs annulés en raison de la pandémie de Covid-19. | Play-offs annulés en raison de la pandémie de Covid-19. | Play-offs annulés en raison de la pandémie de Covid-19. | Play-offs annulés en raison de la pandémie de Covid-19. | Play-offs annulés en raison de la pandémie de Covid-19. |
| 2020–21 | Horizont Minsk                                          | 70–60                                                   | BC Nika Syktyvkar                                       | TTT Riga et BC Prometey                                 | TTT Riga et BC Prometey                                 | TTT Riga et BC Prometey                                 |                                                         |
| 2021–22 | Žabiny Brno                                             | 57–51                                                   | Piešťanské Čajky                                        | Kibirkštis Vilnius                                      | 87–69                                                   | SBŠ Ostrava                                             |                                                         |
| 2022–23 | Levhartice Chomutov                                     | 77–73                                                   | BC Neptunas Klaipeda                                    | SKK Polonia Varsovie                                    | 100–53                                                  | BC Frankivsk-Prykarpattya                               |                                                         |
| 2023–24 | SKK Polonia Varsovie                                    | 66-56                                                   | BC Frankivsk-Prykarpattya                               |                                                         |                                                         |                                                         |                                                         |
| 2024–25 | Nyon Basket Féminin                                     | 82-80                                                   | SBŠ Ostrava                                             |                                                         |                                                         |                                                         |                                                         |

## Liste des champions
| Team                      | Winners | Runners-up | Years won  | Years runner-up |
| ------------------------- | ------- | ---------- | ---------- | --------------- |
| TTT Riga                  | 2       | 2          | 2016, 2019 | 2017, 2018      |
| Good Angels Košice        | 2       | –          | 2017, 2018 | –               |
| Horizont Minsk            | 1       | –          | 2021       | –               |
| Žabiny Brno               | 1       | –          | 2022       | –               |
| Levhartice Chomutov       | 1       | –          | 2023       | –               |
| SKK Polonia Varsovie      | 1       | –          | 2024       | –               |
| Nyon Basket Féminin       | 1       | –          | 2025       | –               |
| Lotos Gdynia              | –       | 1          | –          | 2016            |
| BC Tsmoki-Minsk           | –       | 1          | –          | 2019            |
| Nika Syktyvkar            | –       | 1          | –          | 2021            |
| Piešťanské Čajky          | –       | 1          | –          | 2022            |
| BC Neptunas Klaipeda      | –       | 1          | –          | 2023            |
| BC Frankivsk-Prykarpattya | –       | 1          | –          | 2024            |
| SBŠ Ostrava               | –       | 1          | –          | 2025            |

## Meilleure joueuses par édition
- 2015–2016:  Kristen Mann
- 2016–2017:  Zuzana Žirková
- 2017–2018:  Zuzana Žirková
- 2018–2019:
- 2019–2020: Annulé en raison du Covid-19
- 2020–2021:
- 2021–2022:
- 2022–2023:
- 2023-2024:
- 2024–2025: